# 愛到透明
《愛到透明》是由香港歌手許廷鏗演唱，星煥國際製作，2013年5月20日發行的第十三張單曲，只作為派台用途，並未公開販售。

## 曲目
1. 愛到透明
  - 作曲：陳輝陽，作詞：林夕，編曲：陳輝陽
  - 另有同為林夕填詞的國語版本，名《負借口》。

## 唱片版本
- CD版

## 音樂錄影帶
| 歌名     | 執導   | 首播日期      | 附註 |
| -------- | ------ | ------------- | ---- |
| 愛到透明 | 詹可達 | 2013年4月12日 |      |

## 派台成績
|          | 香港 |     |     |   |
| 903      | RTHK | 997 | TVB |   |
| 最高位置 | -    | 13  | -   | - |

(*)表示仍在榜上
粗體表示冠軍歌

## 備註
1. ↑  見《長大》專輯歌詞本。
2. ↑  my903.com - 叱咤樂迷 - 許廷鏗 - 愛到透明 的存檔，存档日期2013-12-16.，2013年7月24日 (三) 23:00 (UTC+8)查閱（繁體中文）